# Żukosoczek
Żukosoczek lub Sok z żuka (ang. Beetlejuice) – kanadyjski serial animowany. Spin-off filmu Tima Burtona Sok z żuka. Emitowany w latach 1989–1991 przez ABC (serie 1–3) i FOX (4. seria). Serial ma charakter komediowy z elementami horroru. Poszczególne postaci: państwo Deetz (rodzice Lydii), Lydia i Żukosoczek są zaczerpnięte z filmu Tima Burtona, który miał premierę rok wcześniej. Serial zawiera element „stylu burtonowskiego” – pojawiają się w nim nawiązania do popkultury i czarny humor.
Serial w Polsce miał premierę na początku lat 90. kiedy ITI Home Video wydał parę pierwszych odcinków na kasetach VHS. Od 6 stycznia 1994 roku rozpoczęto emisję serialu z lektorem na antenie TVP2 pod tytułem Żukosoczek. Na Canal+ serial był emitowany z dubbingiem, początkowo od kwietnia 1995 do marca 1996 roku w ramach bloku Rozkodowany Bugs Bunny, później powtarzany od lipca 1996 do stycznia 1997 roku. Na Polsacie wyemitowano pod tytułem Sok z żuka tylko pierwsze 2 sezony od stycznia do sierpnia 2000 roku.

## Opis fabuły
Warto wspomnieć, że serial i film różnią się między sobą istotnym szczegółem: W filmie Lidia i Żukosoczek są wrogami. W serialu, łączy ich przyjaźń. Nastoletnia Lydia jest zamknięta w sobie. Zafascynowana okultyzmem i wszelaką makabrą izoluje się by oddać się swojej pasji. Nie potrafiąc porozumieć się z rodzicami – parą typowych amerykańskich yuppie z fatalnym gustem. Lydia w tajemnicy przed nimi przyjaciela na dobre i na złe – jest nim odrażający i obdarzony osobliwym poczuciem humoru upiór, zwany Żukosoczek. Pokazuje dziewczynie swój świat – Neitherworld, zamieszkany przez zmarłych, którzy wyglądają jak gnijące zwłoki. A także różnorakie dziwadła i potwory, gdzie absurd i horror są na porządku dziennym.  Jednak nawet w tym świecie Żukosoczek jest czarną owcą, głównie z powodu złośliwej natury i mocy magicznej, którą chętnie wykorzystuje dla zapewnienia sobie rozrywki. Jego znakiem charakterystycznym jest biały garnitur w czarne pasy i ulubione powiedzonko "It’s showtime!", wypowiadane zawsze na moment przed spowodowaniem kolejnej katastrofy. Lydia często gości sympatycznego, choć momentami dość obscenicznego ducha w swoim świecie, jednak żeby przywołać go, musi wypowiedzieć odpowiednią formułę, a na koniec trzykrotnie powtórzyć imię "Żukosoczka" (nawiązanie do zaklęcia przywołującego Krwawą Mary).

## Wersja polska
Wersja polska: MASTER FILM

Reżyser: Miriam Aleksandrowicz

Dialogi:
- Elżbieta Łopatniukowa,
- Dorota Filipek-Załęska,
- Elwira Trzebiatowska

Dźwięk:
- Ewa Kwapińska,
- Dorota Błaszczak

Montaż:
- Krzysztof Podolski,
- Ryszard Lenartowicz

Kierownik produkcji:
- Agnieszka Wiśniowska,
- Agnieszka Sobieraj

Wystąpili:
- Anna Apostolakis – Lydia
- Jacek Czyż – Żukosoczek
- Jacek Bończyk – Jacques
- Joanna Wizmur – Ginger
- Marcin Sosnowski – Potwór z sąsiedniej ulicy
- Andrzej Arciszewski – Doktor Umrzyk
- Miriam Aleksandrowicz –
  - Pocisk z rykoszetu,
  - Drąca się łata na spodniach
- January Brunov
- Elżbieta Jędrzejewska
- Tomasz Jarosz
- Krystyna Kozanecka
- Jacek Kałucki
- Mariusz Leszczyński
- Lucyna Malec
- Dariusz Odija
- Ewa Kania
- Krzysztof Krupiński

i inni
Lektor: Jacek Brzostyński

## Spis odcinków
| Nr             | Tytuł                                     |
| -------------- | ----------------------------------------- |
|                |                                           |
| SERIA PIERWSZA |                                           |
|                |                                           |
| 01             | Critter Sitters                           |
|                |                                           |
| 02             | The Big Face Off                          |
| 02             | Skeletons In the Closet                   |
|                |                                           |
| 03             | A Dandy Handy Man                         |
| 03             | Out Of My Mind                            |
|                |                                           |
| 04             | Stage Fright                              |
| 04             | Spooky Tree                               |
|                |                                           |
| 05             | Laugh of the Party                        |
|                |                                           |
| 06             | Worm Welcome                              |
|                |                                           |
| 07             | Bad Neighbor Beetlejuice                  |
| 07             | Campfire Ghouls                           |
|                |                                           |
| 08             | Pest O’ The West                          |
|                |                                           |
| 09             | Bizarre Bazaar                            |
| 09             | Pat On the Back                           |
|                |                                           |
| 10             | Poopsie                                   |
| 10             | It’s the Pits                             |
|                |                                           |
| 11             | Prince Of The Neitherworld                |
|                |                                           |
| 12             | Quit While You’re A Head                  |
|                |                                           |
| 13             | Cousin B.J.                               |
| 13             | Beetlejuice’s Parents                     |
|                |                                           |
| SERIA DRUGA    |                                           |
|                |                                           |
| 14             | Dragster Of Doom                          |
|                |                                           |
| 15             | Scare And Scare Alike                     |
| 15             | Spooky Boo-tique                          |
|                |                                           |
| 16             | Driven Crazy                              |
| 17             | Scummer Vacation                          |
|                |                                           |
| 18             | Bewitched, Bothered And Beetlejuiced      |
|                |                                           |
| 19             | Dr. Beetle And Mr. Juice                  |
| 19             | Running Scared                            |
|                |                                           |
| 20             | The Really Odd Couple                     |
| 20             | A-Ha!                                     |
|                |                                           |
| 21             | Uncle B.J.’s Roadhouse                    |
| 21             | Scarecrow                                 |
| 21             | The Son Dad Never Had                     |
|                |                                           |
| SERIA TRZECIA  |                                           |
|                |                                           |
| 22             | Mom’s Best Friend                         |
|                |                                           |
| 23             | Back-To-School Ghoul                      |
|                |                                           |
| 24             | Doomie’s Romance                          |
|                |                                           |
| 25             | Ghost To Ghost                            |
|                |                                           |
| 26             | Spitting Image                            |
| 26             | Awards To the Wise                        |
|                |                                           |
| 27             | The Prince Of Rock and Roll               |
|                |                                           |
| 28             | A Ghoul And His Money                     |
| 28             | Brides Of Funkenstein                     |
|                |                                           |
| 29             | Beetledude                                |
| 29             | The Farmer In the Smell                   |
|                |                                           |
| SERIA CZWARTA  |                                           |
|                |                                           |
| 30             | You’re History                            |
|                |                                           |
| 31             | Raging Skull                              |
|                |                                           |
| 32             | Sore Feet                                 |
|                |                                           |
| 33             | Fast Food                                 |
|                |                                           |
| 34             | Queasy Rider                              |
|                |                                           |
| 35             | How Green Is My Gallery                   |
|                |                                           |
| 36             | Keeping Up With The Boneses               |
|                |                                           |
| 37             | Pranks For The Memories                   |
|                |                                           |
| 38             | Caddy Shock                               |
|                |                                           |
| 39             | Two Heads Are Better Than None            |
|                |                                           |
| 40             | Beauty And The Beetle                     |
|                |                                           |
| 41             | Creepy Cookies                            |
|                |                                           |
| 42             | Poe Pourri                                |
|                |                                           |
| 43             | Ear’s Looking At You                      |
|                |                                           |
| 44             | Beetlebones                               |
|                |                                           |
| 45             | Smell-A-Thon                              |
|                |                                           |
| 46             | The Miss Beauty-Juice Pageant             |
|                |                                           |
| 47             | Sappiest Place On Earth                   |
|                |                                           |
| 48             | Brinkadoom                                |
|                |                                           |
| 49             | Foreign Exchange                          |
|                |                                           |
| 50             | Family Scarelooms                         |
|                |                                           |
| 51             | Them Bones, Them Bones, Them Funny Bones  |
|                |                                           |
| 52             | Hotel Hello                               |
|                |                                           |
| 53             | Goody Two Shoes                           |
|                |                                           |
| 54             | Vidiots                                   |
|                |                                           |
| 55             | Ship Of Ghouls                            |
|                |                                           |
| 56             | Poultrygeist                              |
|                |                                           |
| 57             | It’s A Wonderful Afterlife                |
|                |                                           |
| 58             | Ghost Writer In The Sky                   |
|                |                                           |
| 59             | Cabin Fever                               |
|                |                                           |
| 60             | Highs-Ghoul Confidential                  |
|                |                                           |
| 61             | Rotten Sports                             |
|                |                                           |
| 62             | Mr. Beetlejuice Goes To Town              |
|                |                                           |
| 63             | Time Flies                                |
|                |                                           |
| 64             | To Beetle Or Not Beetle                   |
|                |                                           |
| 65             | A Star Is Bored                           |
|                |                                           |
| 66             | Oh, Brother!                              |
|                |                                           |
| 67             | Snugglejuice                              |
|                |                                           |
| 68             | In The Schticks                           |
|                |                                           |
| 69             | Recipe For Disaster                       |
|                |                                           |
| 70             | Substitute Creature                       |
|                |                                           |
| 71             | Ghoul Of My Dreams                        |
|                |                                           |
| 72             | Prairie Strife                            |
|                |                                           |
| 73             | Moby Richard                              |
|                |                                           |
| 74             | The Unnatural                             |
|                |                                           |
| 75             | Forget Me Nuts                            |
|                |                                           |
| 76             | The Birdbrain Of Alcatraz                 |
|                |                                           |
| 77             | Generally Hysterical Hospital             |
|                |                                           |
| 78             | Super Zeroes                              |
|                |                                           |
| 79             | Beetle Geezer                             |
|                |                                           |
| 80             | A Very Grimm Fairy Tale                   |
|                |                                           |
| 81             | Wizard Of Ooze                            |
|                |                                           |
| 82             | What Makes BJ Run                         |
|                |                                           |
| 83             | The Chromozone                            |
|                |                                           |
| 84             | It’s A Big, Big, Big, Big Ape             |
|                |                                           |
| 85             | The Neitherworld’s Least                  |
|                |                                           |
| 86             | Don’t Beetlejuice And Drive               |
|                |                                           |
| 87             | Robbin Juice Of Sherweird                 |
|                |                                           |
| 88             | Midnight Scum                             |
|                |                                           |
| 89             | Gold Rush Fever                           |
|                |                                           |
| 90             | Relatively Pesty                          |
|                |                                           |
| 91             | King BJ                                   |
|                |                                           |
| 92             | Catmandu Got Your Tongue                  |
|                |                                           |
| 93             | Journey To The Centre Of The Neitherworld |
|                |                                           |
| 94             | Not So Peaceful Pines                     |
|                |                                           |